# La Calestienne entre Hotton et Oppagne
La Calestienne entre Hotton et Oppagne este o arie protejată (arie specială de conservare — SAC, sit de importanță comunitară — SCI, arie de protecție specială avifaunistică — SPA) din Belgia întinsă pe o suprafață de 108,88 ha, integral pe uscat.

## Localizare
Centrul sitului La Calestienne entre Hotton et Oppagne este situat la coordonatele 50°17′04″N 5°29′10″E / 50.284343°N 5.486101°E.

## Înființare
Situl La Calestienne entre Hotton et Oppagne a fost declarat arie de protecție specială avifaunistică în ianuarie 2014 pentru a proteja 5 specii de animale. Alte tipuri de protecție:
- sit de importanță comunitară (în octombrie 2002)
- arie specială de conservare (în ianuarie 2014)[1][3][4]

## Biodiversitate
Situată în ecoregiunea continentală, aria protejată conține 6 habitate naturale: Pajiști uscate seminaturale și facies de acoperire cu tufișuri pe substraturi calcaroase (Festuco-Brometalia) (* situri importante pentru orhidee), Pante stâncoase calcaroase cu vegetație casmofită, Peșteri inaccesibile publicului, Păduri de fag Asperulo-Fagetum, Păduri de fag din Europa Centrală dezvoltate pe sol calcaros cu Cephalanthero-Fagion, Păduri pe pante, grohotișuri și ravene de Tilio-Acerion.
La baza desemnării sitului se află mai multe specii protejate:
- păsări (3): ciocănitoarea de stejar (Dendrocopos medius), ciocănitoare neagră (Dryocopus martius), gaia roșie (Milvus milvus)
- mamifere (2): liliac cărămiziu (Myotis emarginatus), liliacul mare cu potcoavă (Rhinolophus ferrumequinum)

Pe lângă speciile protejate, pe teritoriul sitului au mai fost identificate 2 specii de plante, 6 specii de mamifere, 1 specie de reptile.